# Parti socialiste du peuple
Ne doit pas être confondu avec le Parti social-démocrate (社会民主党, Shakai minshutō).
Le Parti socialiste du peuple (社会民衆党, Shakai minshūtō), est un parti politique japonais qui existe de décembre 1926 à juillet 1932, date à laquelle il fusionne dans le Parti socialiste populaire (Shakai taishūtō). Pendant cette période, il a représenté l'aile droite de la gauche japonaise, caractérisée par une ferme opposition au communisme.

## Formation
En 1923, le gouvernement Yamamoto annonce la mise en place prochaine du suffrage universel masculin au Japon. Ce bouleversement politique, qui doit donner des droits électoraux à des millions de travailleurs modestes, pousse la Fédération générale japonaise du travail (日本労働総同盟, Nihon Rōdō Sōdōmei, ou simplement Sōdōmei), jusque là peu impliquée dans l'arène politique, à s'engager dans la formation d'un parti. Cette dernière, entre 1923 et 1925, se distingue peu à peu comme formant l'aile droite du mouvement ouvrier, l'aile gauche se rassemblant notamment dans une organisation syndicale concurrente, la Hyōgikai.

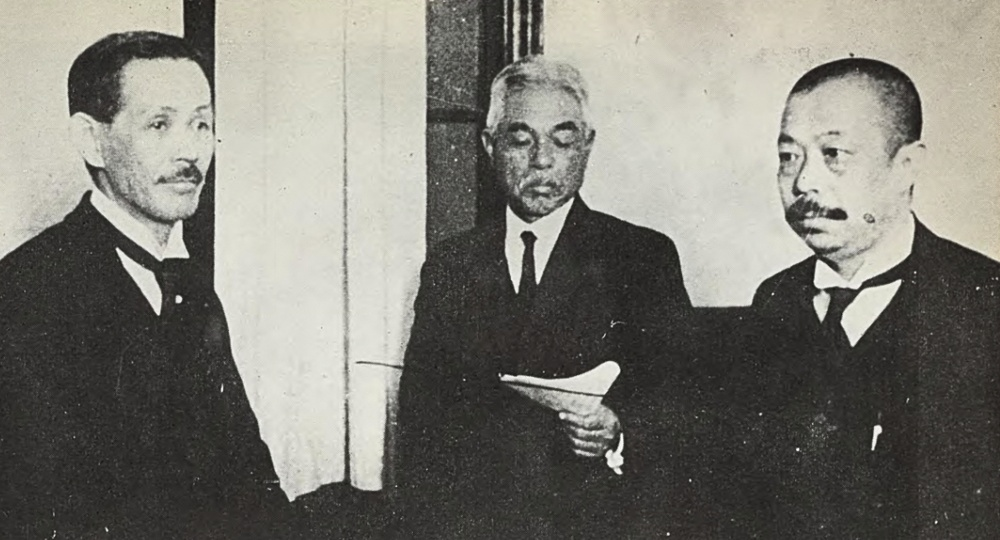
De gauche à droite: Sakuzō Yoshino, Isoo Abe, et Kiichi Horie, les trois principaux intellectuels à l'initiative de la formation du Parti socialiste du peuple, en 1926.

En mars 1926, la Sōdōmei participe à la formation du premier parti prolétarien durable, le Parti des ouvriers et des paysans (Rōdōnōmintō). Des tensions apparaissent rapidement dans le nouveau parti concernant l'entrée d'éléments de l'aile gauche du mouvement, tels que la Hyōgikai et trois autres organisations syndicales radicales. Dans un contexte où les lois de préservation de la paix permettent au gouvernement de réprimer le communisme et ont déjà donné lieu à plusieurs interdictions de partis, l'aile droite dont la Sōdōmei s'y oppose, obtenant en juin leur exclusion. Dans les mois qui suivent, la situation continue cependant de se détériorer, aboutissant à la scission de cette aile droite en octobre. La Sōdōmei et quatre autres syndicats quittent alors le parti,.
La Sōdōmei, avec divers intellectuels japonais, devient alors le noyau d'un nouveau parti, le Parti socialiste du peuple (社会民衆党, Shakai minshūtō). Le parti est fondé le 5 décembre 1926 à Tōkyō. Le professeur Isoo Abe, artisan de la création du parti, devient le président de son comité exécutif. Les professeurs Sakuzō Yoshino et Kiichi Horie (ja) sont également impliqués dans la formation du parti, mais n'en deviennent pas membres,. Le syndicaliste Bunji Suzuki (en), président de la Sōdōmei de 1920 à 1930, est l'un des cofondateurs et devient membre de l’exécutif central du parti,. Le poste de secrétaire général revient à Tetsu Katayama, qui l'occupera jusqu'en 1930. Katsumaro Akamatsu (en), autre figure de la Sōdōmei, réformiste et parlementariste convaincu, est également un acteur central de la rupture avec le Parti des ouvriers et des paysans (Rōdōnōmintō).

## Positions
Le Parti socialiste du peuple est comparé, dans ses principes, au Parti travailliste (Labour) du Royaume-Uni, ou au Parti social-démocrate d’Allemagne, qui existent à la même période. Il est partisan d'un socialisme d'état modéré, respectueux de la constitution du pays. Il revendique d'ailleurs ouvertement sa parenté idéologique avec ces deux partis. Pour Bunji Suzuki, au contraire des communistes et dans les pas du Labour britannique et de Ramsay MacDonald, le but du parti est d'obtenir des réformes immédiates par la pleine collaboration au processus parlementaire.
Il demande notamment:
- la réalisation « complète » du suffrage universel, c'est-à-dire l'ouverture du droit de vote aux femmes et l'abaissement de l'âge légal pour voter à 21 ans ;
- l'abrogation de la Loi de préservation de la paix qui restreint fortement les libertés politiques ;
- la progressivité des impôts sur le patrimoine, le revenu et l'héritage ;
- la nationalisation des mines, forêts et des grandes industries ;
- la reconnaissance légale des syndicats et le droit de grève ;
- la mise en place d'un salaire minimum ;
- la fin des discriminations légales et économiques envers les femmes.

Contrairement au Parti ouvriers-paysans japonais (日本労農党, Nihon Rōnōtō), il refuse de condamner ouvertement la dissolution du Parti des ouvriers et des paysans en 1928 lors de l'Incident du 15 Mars.

## Résultats électoraux
Aux élections législatives japonaises de 1928, qui sont donc les premières au suffrage universel masculin, le parti présente 19 candidats, dont quatre sont élus. Isoo Abe, dans le deuxième arrondissement de Tōkyō, et Bunji Suzuki à Ōsaka font partie de ces élus.
Il fait encore élire deux candidats aux élections législatives japonaises de 1930, dont Tetsu Katayama dans la deuxième circonscription de Kanagawa, et trois aux élections législatives japonaises de 1932.

## Évolutions
En 1930, Katsumaro Akamatsu devient secrétaire général du Parti socialiste du peuple. Pendant qu'il occupe ces fonctions, il complote avec les membres de la Société des fleurs de cerisier (Sakurakai) pour organiser un coup d'état militaire, et devient partisan du socialisme national. En janvier 1932, le parti adopte un programme sur trois axes, l'antifascisme, l'anticapitalisme, et plus que jamais l'anticommunisme. Cependant, l'essentiel du parti ne suit pas Akamatsu, et en mai 1932, ce dernier fait scission pour former le Parti socialiste d’état du Japon (ja) (日本国家社会党, Nihōn kokka shakaitō), équivalent japonais du Parti national-socialiste allemand,.

## Fusion et disparition
Ainsi séparé de son aile droite, en juillet 1932, le Parti socialiste du peuple fusionne avec le Parti national populaire ouvriers-paysans (ja) (全国労農大衆党, Zenkoku rōnō taishūtō). Ils forment ensemble le Parti socialiste populaire (社会大衆党, Shakai taishūtō), sur la même base anticapitaliste, anticommuniste et antifasciste adoptée en janvier.